# 奥扎格雷
奥扎格雷是一种有机化合物，化学式为C13H12N2O2，能抑制血栓素A2的合成，而作为抗血小板药物使用。